# Mercedes-Benz W213
Mercedes-Benz W213 (eller Mercedes-Benz E-klass) är en personbil som den tyska biltillverkaren Mercedes-Benz introducerade på bilsalongen i Detroit i januari 2016.
Versioner:
| Modell    | Årsmodell | Motor                      | Cylindervolym | Effekt | Bränslesystem                      |
| --------- | --------- | -------------------------- | ------------- | ------ | ---------------------------------- |
| E200 d    | 2017-19   | OM654: 4-cyl radmotor DOHC | 1950 cm³      | 150 hk | Common rail turbodiesel            |
| E220 d    | 2016-21   | OM654: 4-cyl radmotor DOHC | 1950 cm³      | 195 hk | Common rail turbodiesel            |
| E350 d    | 2016-18   | OM642: 6-cyl V-motor DOHC  | 2987 cm³      | 258 hk | Common rail turbodiesel            |
| E200      | 2016-19   | M274: 4-cyl radmotor DOHC  | 1991 cm³      | 184 hk | Direktinsprutning, turbo           |
| E250      | 2017-18   | M274: 4-cyl radmotor DOHC  | 1991 cm³      | 211 hk | Direktinsprutning, turbo           |
| E300      | 2017-19   | M274: 4-cyl radmotor DOHC  | 1991 cm³      | 245 hk | Direktinsprutning, turbo           |
| E350 e    | 2016-18   | M274: 4-cyl radmotor DOHC  | 1991 cm³      | 286 hk | Direktinsprutning, turbo + elmotor |
| E400      | 2016-18   | M276: 6-cyl V-motor DOHC   | 3498 cm³      | 333 hk | Direktinsprutning, biturbo         |
| AMG E43   | 2017-18   | M276: 6-cyl V-motor DOHC   | 2996 cm³      | 401 hk | Direktinsprutning, biturbo         |
| AMG E63   | 2017-20   | M177: 8-cyl V-motor DOHC   | 3982 cm³      | 571 hk | Direktinsprutning, biturbo         |
| AMG E63 S | 2017-     | M177: 8-cyl V-motor DOHC   | 3982 cm³      | 612 hk | Direktinsprutning, biturbo         |
| E300 d    | 2018-20   | OM654: 4-cyl radmotor DOHC | 1950 cm³      | 245 hk | Common rail turbodiesel            |
| E300 de   | 2019-     | OM654: 4-cyl radmotor DOHC | 1950 cm³      | 306 hk | Common rail turbodiesel + elmotor  |
| E350 d    | 2019-20   | OM656: 6-cyl radmotor DOHC | 2925 cm³      | 286 hk | Common rail turbodiesel            |
| E400 d    | 2018-     | OM656: 6-cyl radmotor DOHC | 2925 cm³      | 340 hk | Common rail turbodiesel            |
| E300 e    | 2019-     | M264: 4-cyl radmotor DOHC  | 1991 cm³      | 320 hk | Direktinsprutning, turbo + elmotor |
| E350      | 2018-20   | M264: 4-cyl radmotor DOHC  | 1991 cm³      | 300 hk | Direktinsprutning, turbo           |
| E450      | 2019-20   | M276: 6-cyl V-motor DOHC   | 2996 cm³      | 367 hk | Direktinsprutning, biturbo         |
| AMG E53   | 2018-     | M256: 6-cyl radmotor DOHC  | 2999 cm³      | 435 hk | Direktinsprutning, turbo           |
| E200 d    | 2020-     | OM654: 4-cyl radmotor DOHC | 1597 cm³      | 160 hk | Common rail turbodiesel            |
| E300 d    | 2021-     | OM654: 4-cyl radmotor DOHC | 1992 cm³      | 265 hk | Common rail turbodiesel            |
| E200      | 2020-     | M264: 4-cyl radmotor DOHC  | 1991 cm³      | 197 hk | Direktinsprutning, turbo           |
| E300      | 2020-     | M264: 4-cyl radmotor DOHC  | 1991 cm³      | 258 hk | Direktinsprutning, turbo           |
| E450      | 2021-     | M256: 6-cyl radmotor DOHC  | 2999 cm³      | 367 hk | Direktinsprutning, turbo           |

## Bilder

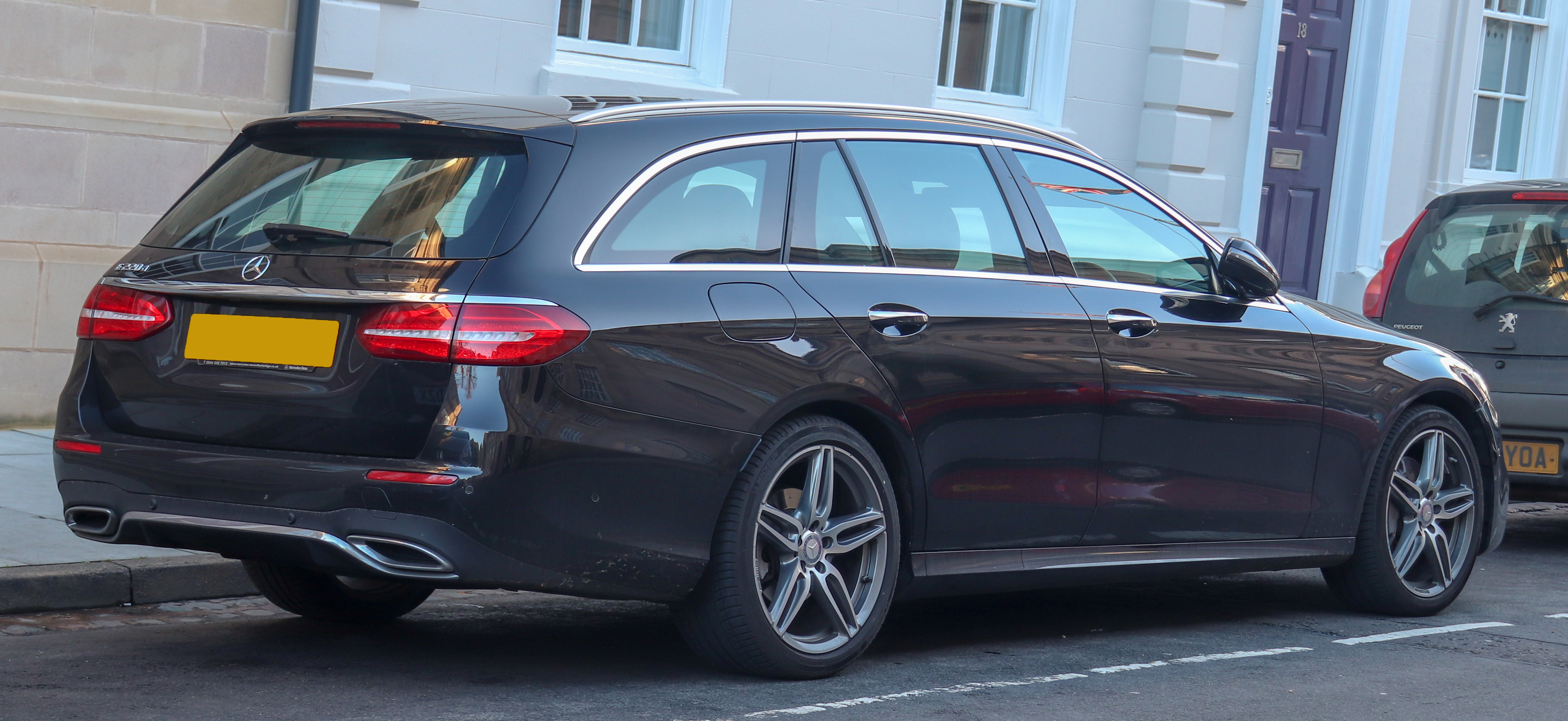
S213 kombi
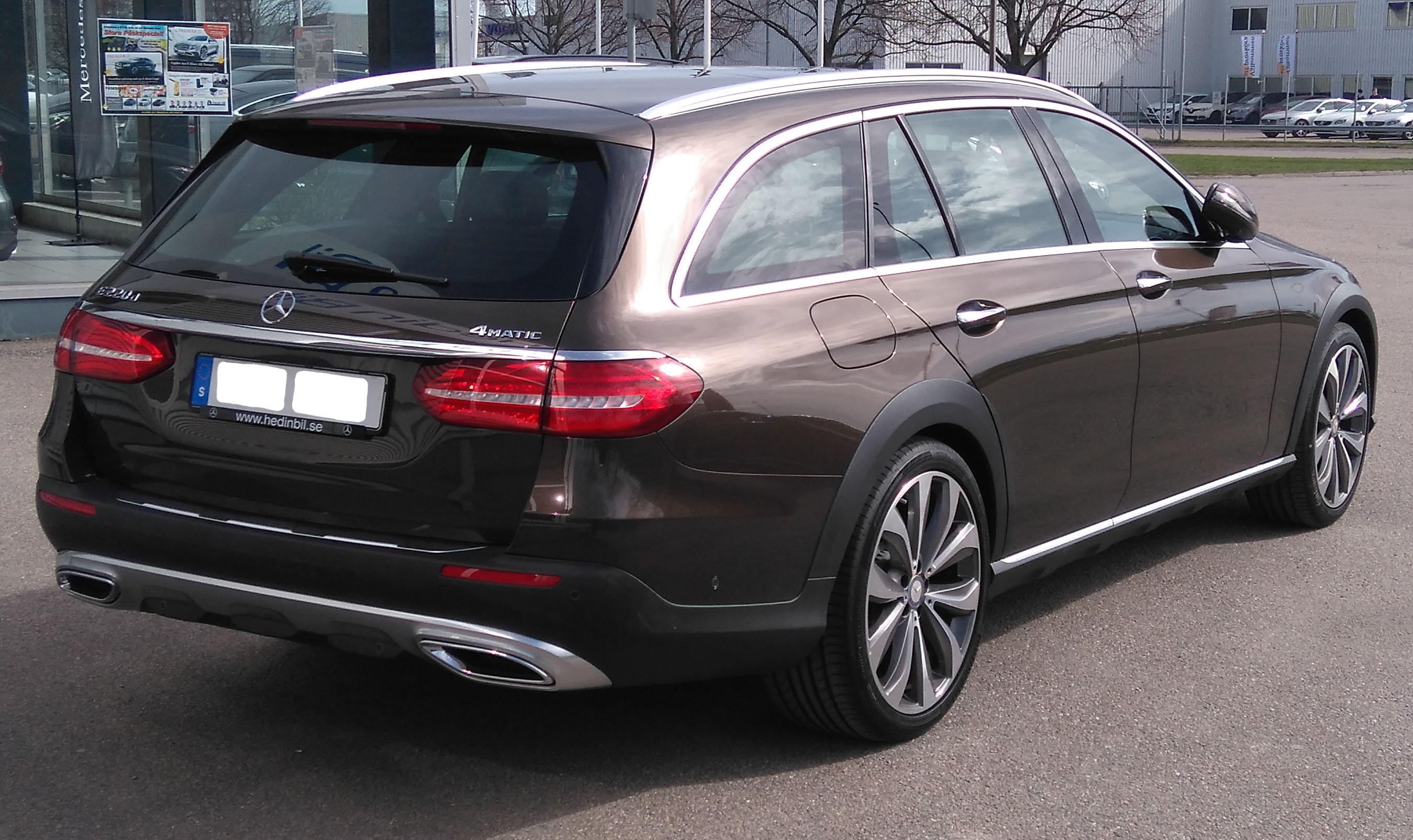
X213 All-Terrain
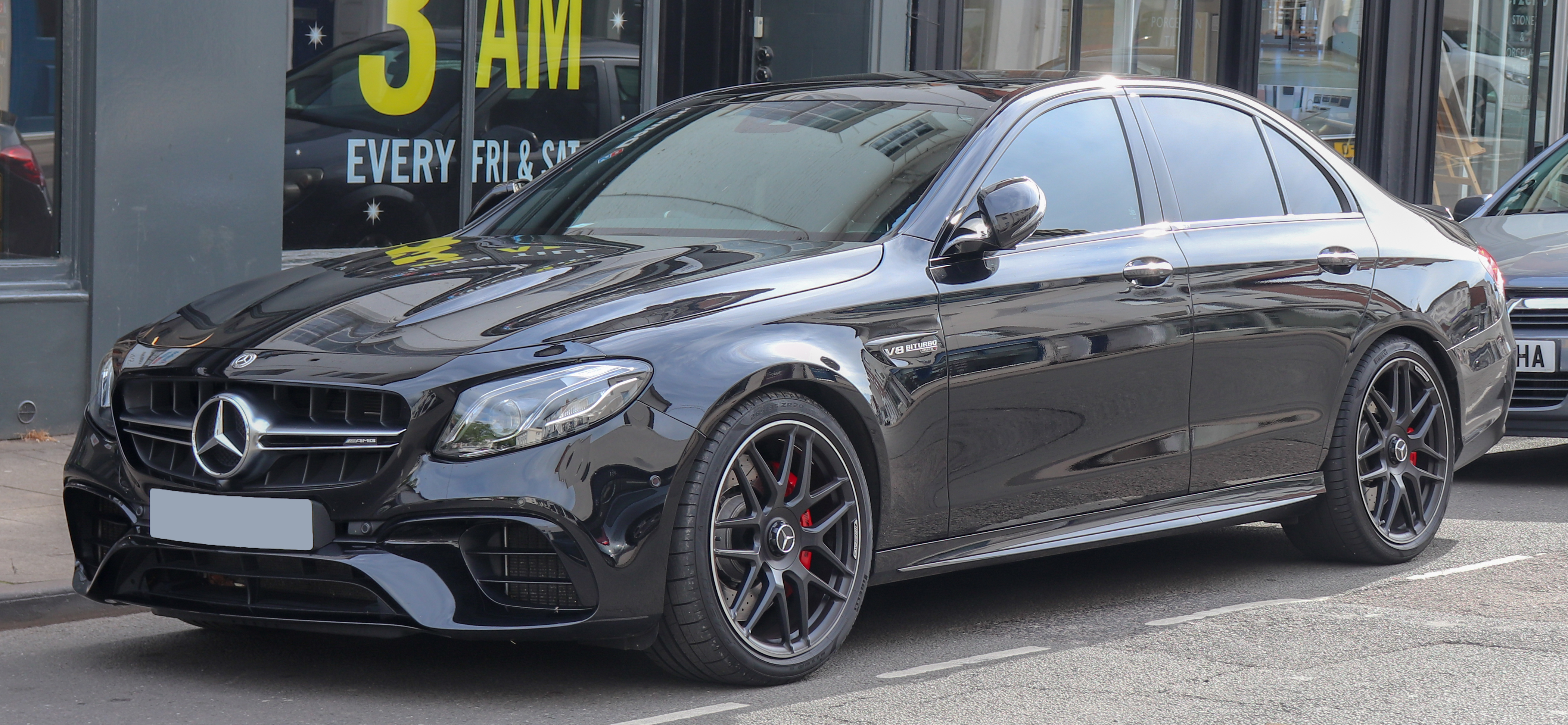
AMG E 63 S